# Paradoxen van het oneindige
De paradoxen van het Oneindige (titel in het Duits: "Paradoxien des Unendlichen") is een wiskundig werk van Bernard Bolzano over de verzamelingenleer.
Het werd gepubliceerd door František Přihonský, een student en vriend van Bolzano, in 1851, drie jaar na de dood van deze laatste. Het werk bevatte veel interessante resultaten over de verzamelingenleer. Zo ging Bolzano verder op het thema van Galileo's paradox, waarbij hij meer voorbeelden gaf van correspondentie tussen de elementen van een oneindige verzameling en strikte deelverzamelingen van oneindige verzamelingen. In het werk introduceerde hij ook de term Menge, 'verzameling' in het Nederlands, een begrip dat hij al op verschillende plekken gebruikte sinds de jaren 30 van de 19e eeuw.